# Township (USA)
A township az Amerikai Egyesült Államok egyes államaiban egy kis földrajzi terület.
A kifejezést háromféleképpen használják:
1. A földmérési township egyszerűen egy földrajzi referencia, amelyet az Egyesült Államok Általános Földhivatala (GLO) által felmért és megrajzolt ingatlanok helyének meghatározására használnak az okiratok és támogatások esetében. Egy felmérési település névlegesen hatszor hat mérföld, vagy 23 040 hektár (93,200 km²).
2. A polgári township a helyi önkormányzat egy egysége, általában egy megye polgári részlege. Számos államban a megyék az elsődleges felosztási egységek, így a települések hatásköre és szervezete államonként eltérő. A polgári községeknek általában nevet adnak, néha a „Twp” rövidítéssel együtt.
3. A charter township, amely csak Michigan államban található, hasonló a polgári townshiphez. Bizonyos feltételek teljesülése esetén a charter township többnyire mentesül a szomszédos városokhoz vagy falvakhoz való csatolás alól, és további önkormányzati jogokkal és kötelezettségekkel jár.

## Földmérési township

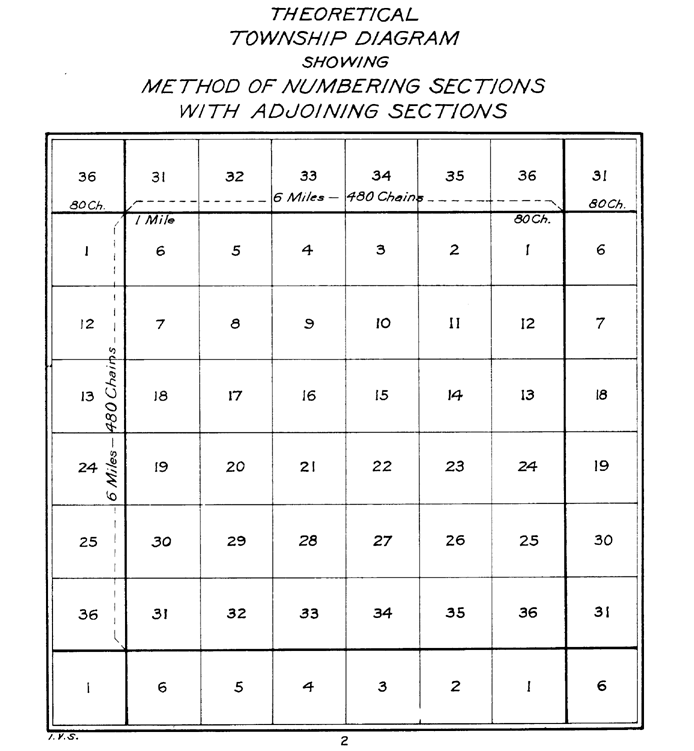
A felmérési település ábrája

A rendszerszintű számozás hierarchiája a PLSS-ben

A földmérési településekre általában a Public Land Survey System (PLSS) szerinti számozással hivatkoznak. A településre való hivatkozás a következőképpen néz ki: „Township 2 North Range 3 East”, vagy „T2N,R3E”, és ilyen jelölést használnak a PLSS-en alapuló ingatlanleírásokban. A településeket eredetileg az Egyesült Államok Általános Földhivatala mérte fel és térképezte fel, szerződéses magán földmérők segítségével, és azokat az Egyesült Államok földtani térképén az Egyesült Államok földtani intézetének térképén jelölték.
A townships általában egy négyzet alakú, körülbelül 9,7 km (6 mérföld) oldalhosszúságú terület, amelynek kardinális határai megfelelnek a meridiánoknak és a szélességi köröknek, és 36, egyenként 2,6 km² (1 négyzetmérföld) területű szelvényt tartalmaznak. Az egyes települések legészakibb és legnyugatibb szakaszait úgy alakították ki, hogy a keleti és nyugati településhatárvonalak vagy tartományvonalak, valamint a felmérési mérések esetleges hibái összefussanak, és ezért ezek a szakaszok némileg eltérnek az egy négyzetmérföld vagy 640 hektár (260 ha) nagyságúaktól. A legtöbb államban, kivéve az eredeti tizenhárom gyarmatot, Kentuckyt, Tennessee-t, Vermontot és Maine-t, valamilyen formában léteznek felmérési települések. A 36 teljes szelvénynél kevesebbet tartalmazó szabálytalan vagy töredék települések ott jönnek létre, ahol a teljes településeket nem lehet kialakítani a meglévő idősebb határok miatt, mint például spanyol/mexikói ranchok, indián rezervátumok, állami határvonalak stb.
Kentuckyban a Jackson Purchase (a Tennessee folyótól nyugatra fekvő terület) településekre és tartományokra van felosztva. Tennessee-ben az egész államot townshipekre és range-ekre osztották, amelyek a Tennessee State Survey 13 felmérési körzetét alkotják. Maine állam északi részén van egy olyan terület, amely valódi észak felé tájolt townshipekre és range-ekre van felosztva. Az állam középső részén található, 17 felmérési körzetből álló területet townshipekre osztják, de ezek nem igazodnak észak felé. Az állam fennmaradó része mért és határok szerint van kijelölve. Hasonlóképpen Vermont és New Hampshire is többnyire mért és határokat alkalmazó államok, de északon vannak olyan területek, amelyeket nem a valódi északi irányba tájolt townshipekre osztottak fel. Ohio nagy részét a Public Land Survey System (állami földmérési rendszer) szerint mérik, de több jelentős területet is mértek és határoztak, beleértve a Virginia Military Reserve-et, a Donation Tract-ot, a French Grant-et és a három morva grantet (Gnadenhutten, Schoenbrunn és Salem). Egy 150 000 hektáros (61 000 hektár) terület Dél-Indianában (Clark's Grant) nincs településekre bontva, de továbbra is rácsos felmérés. A texasi állami felmérés egyes részei négyzet alakú településeket használnak. Alaszka, Arizona, Kalifornia, Idaho, Montana, Oregon és Washington jelentős részei nincsenek felmérve. Florida és Louisiana jelentős mocsaras területei szintén felméretlenek.
New Yorkban és Pennsylvaniában is van mért és határolt felmérés, de ezeknek az államoknak a nyugati részein a mért és határolt területek négyzet alakú településeket alkotnak, amelyek közül sok egyben polgári település is. Ezeken kívül szinte minden államban vannak olyan mért és határokkal rendelkező területek, amelyeket soha nem vettek fel a rácshálóba (például a nagyobb folyók mentén), vagy amelyeket eltávolítottak a rácshálóból, általában földmérési hibák miatt.

## Polgári township
A township önkormányzat a helyi önkormányzat egyik, gyakran vidéki egysége. A townshipek egy megye földrajzi és politikai alegységei. A települést egy névvel azonosítják, például Penn Township, Cumberland megye, Pennsylvania. A települési önkormányzat feladatait és formáját az állami törvényhozás határozza meg.
A települési önkormányzat leggyakoribb formája egy választott kuratórium vagy felügyelőbizottság. Néhány további tisztséget, például a jegyzőt vagy a csendőrséget is lehet választani. A települések leggyakoribb kormányzati feladatai közé tartozik például az utak karbantartásának, a területrendezésnek és a szemétszállításnak a felügyelete. Ohioban, Michiganben, New Jerseyben és Pennsylvaniában sok község biztosít rendőrségi és tűzvédelmi szolgáltatást, hasonlóan ahhoz, amit egy bejegyzett város nyújtana.
A legtöbb középnyugati államban a polgári település gyakran egyetlen felmérési településnek felel meg, bár a kevésbé lakott területeken a polgári település több felmérési település egészéből vagy részeiből is állhat. Azokon a területeken, ahol vannak természeti adottságok, például tó vagy folyó, a polgári település határai inkább követhetik a földrajzi adottságokat, mint a felmérési település határait. A települések, például a városok, beolvaszthatnak vagy csatolhatnak földterületeket egy községhez, amely ilyenkor általában kikerül a község önkormányzata alól. Csak egy államban, Indianában van olyan települési önkormányzat, amely a teljes területére és lakosságára kiterjed. Más államokban egyes településtípusok, mint például a falvak, a település részei maradnak, míg a városok nem. A városi területek terjeszkedésével egy polgári község teljesen eltűnhet - lásd például Mill Creek Township, Hamilton megye, Ohio. Más terjeszkedő városi területeken a község beolvadhat egy városba; ez látható Minnesota Hennepin, Anoka és Washington megyéinek számos négyzet alakú városában. Az ohiói Montgomery megyei Trotwood (1996, korábban Madison Township), Huber Heights (1980, Wayne Township) és Kettering (1955, Van Buren Township) további példái a várossá alakuló településeknek.
Pennsylvaniában és New Jerseyben vannak olyan polgári települések, amelyek nem a PLSS felmérési rendszeren alapulnak, hanem a régebbi mért és határokat alkalmazó felmérési rendszeren. A New Jersey-i township csak nevében különbözik a többi településtől: határai rögzítettek, bejegyzett testület, és szabadon választhat más kormányzati formát. A szövetségi kormány korábban olyan bevételmegosztási megállapodással rendelkezett, amely külön osztotta el a támogatást a townshipeknek és más kisebb polgári osztálytípusoknak, mint például a városoknak vagy a községeknek; néhány New Jersey-i önkormányzat, mint például a Township of the Borough of Verona vagy a Township of South Orange Village, megváltoztatta a nevét, hogy a más típusú önkormányzatok rovására további szövetségi támogatásra jogosultak legyenek.
Utahban és Nevadában vannak townshipnek nevezett területek, de ezek nem azonosak a polgári községekkel. Ezek a területek nem különálló önkormányzatok, hanem valamelyik megye bizonyos fokú önrendelkezési joggal ruházta fel őket.

## Charter townships
Michigan különálló kormányzati formaként hozta létre a charter townshipeket, hogy nagyobb rugalmasságot biztosítson a települési önkormányzatok számára a városiasodott lakosság kiszolgálásában. Michiganben, mint más hasonló rendszerű államokban (bár néha más elnevezéssel), a township egy megye közigazgatási részlege, amely az állam közigazgatási részlege. A megyék és a települések olyan helyi szervek, amelyeken keresztül az állami törvények és a közrend igazgatása történik, a törvény által megengedett mértékben a helyi igényekhez igazodva. A charter township olyan település, amely alapító okiratot kapott, amely bizonyos önkormányzati jogokat és hatásköröket biztosít számára, amelyek általában a város (Michigan államban félig önálló joghatóság) és a falu (amely, hacsak nem önkormányzati falu) annak a településnek a fennhatósága alá tartozik, amelyben található.
A charter townshipek is átszervezhetik magukat önkormányzattá, ahogyan az a michigani Wayne megyében és máshol a detroiti metropolisz térségében tapasztalható.

## Népszámlálási statisztikák
A városokat és községeket az Egyesült Államok Népszámlálási Irodája statisztikai célokra néha a megyék kisebb polgári részlegeinek tekinti. 2002-ben a Népszámlálási Iroda szerint a városi vagy községi önkormányzat a következő 20 államban 16 504 szervezett önkormányzatra vonatkozott:
- Connecticut (városok)
- Illinois
- Indiana
- Kansas
- Maine (városok)
- Massachusetts (városok)
- Michigan
- Minnesota
- Missouri
- Nebraska
- New Hampshire (városok)
- New Jersey
- New York (városok)
- Észak-Dakota
- Ohio
- Pennsylvania
- Rhode Island (városok)
- Dél-Dakota
- Vermont (városok)
- Wisconsin (városok)

Ez a kategorizálás magában foglalja a hivatalosan „town”-ként megjelölt kormányzati egységeket az új-angliai államokban, New York és Wisconsin államokban, néhány ültetvényt Maine-ben és New Hampshire-ben. Minnesotában a town és a township kifejezéseket felcserélhetően használják a települési önkormányzatok tekintetében. Bár a hat új-angliai államban és New Yorkban a városok, valamint New Jerseyben és Pennsylvaniában a townshipek jogilag önkormányzati testületek, önkormányzati típusú feladatokat látnak el, és gyakran sűrűn lakott városi területeket szolgálnak ki, nincs szükségszerű kapcsolatuk a népesség koncentrációjával, ezért a népszámlálás szempontjából városi vagy községi önkormányzatoknak számítanak. Még az Új-Anglián túli államokban is gyakran szolgálnak városiasodott területeket, és nyújtanak olyan önkormányzati szolgáltatásokat, amelyeket jellemzően a bejegyzett települések nyújtanak.
A 16 504 szervezett települési önkormányzat nem tartalmazza a nem szervezett települési területeket (ahol a település csak nevében létezik, de nincs szervezett önkormányzata), vagy ahol a települések városokkal egybeépültek, és a városok átvették a települési funkciókat. Nem tartalmazza továbbá az iowai townshipeket (lásd Iowa townships), amelyek nem önálló önkormányzatok, hanem a megyei önkormányzatok alárendelt szerveinek minősülnek.
A 16 504 városi vagy községi önkormányzat közül csak 1179 (7,1 százalék) rendelkezett 10 000 lakossal a 2000-es népszámláláskor, és az összes város vagy község 52,4 százalékának kevesebb mint 1000 lakosa volt. A városi vagy községi önkormányzatok száma az 1997-es 16 629-ről 2002-re 16 504-re csökkent. A csökkenés szinte teljes egészében a közép-nyugati településeket érintette.

## Használata államonként
Mivel a települési önkormányzatot minden egyes állam maga határozza meg, e forma használata is államonként változik. A township formát használó államok a következők:
- Indiana, Iowa,[4] Kansas, Michigan, Missouri, Minnesota, New Jersey, Észak-Dakota, Ohio, Pennsylvania, Dél-Dakota és Wisconsin (Wisconsinban town néven ismert) települési önkormányzatot használnak.
- A formát Illinois egyes részein és Nebraskában is használják, ahol néha precinctusként emlegetik őket. A terminológia e használatának két esete Edwards és Wabash megyék Illinois-ban.
- Az új-angliai államokban hasonló a helyi önkormányzat fogalma, de a települési és a területi önkormányzati formát egyesítik egy városba; ez a városi gyűlés helyszíne. Ezek az államok Connecticut, Maine, Massachusetts, New Hampshire, Rhode Island és Vermont. New Yorkban is vannak bejegyzett települések, úgynevezett town-ok, bár ezek kevesebb hatáskörrel rendelkeznek, mint az új-angliai városok.
  - Maine-ben a „township” szó ehelyett a nem szervezett területek egyes szakaszaira utal.[5]
- Néhány államban korábban township önkormányzatokat használtak, vagy van valamilyen maradványa a nevesített townshipeknek. Ezek közé tartozik Arkansas,[6] Kalifornia, Nevada, Észak-Karolina, Oklahoma, Dél-Karolina, Washington és Nyugat-Virginia.

## Fordítás
- Ez a szócikk részben vagy egészben  a   Township (United States) című angol Wikipédia-szócikk ezen változatának fordításán alapul.  Az eredeti cikk szerkesztőit annak laptörténete sorolja fel. Ez a jelzés csupán a megfogalmazás eredetét és a szerzői jogokat jelzi, nem szolgál a cikkben szereplő információk forrásmegjelöléseként.